# Doral Pilling
Doral Pilling, född 14 januari 1906, död 24 december 1982, var en friidrottare från Kanada. Han deltog vid olympiska sommarspelen 1928 och olympiska sommarspelen 1932.